# Shilton D'Silva
Shilton Sydney D'Silva (Mumbai, 15 settembre 1992) è un calciatore indiano, centrocampista dell'Income Tax.

## Carriera

### Club
Ha giocato nella prima divisione indiana.

### Nazionale
Ha giocato nella nazionale indiana Under-23.
Nel 2011 ha giocato 3 partite nella nazionale maggiore indiana.

## Statistiche

### Cronologia presenze e reti in nazionale
| Cronologia completa delle presenze e delle reti in nazionale ― India | Cronologia completa delle presenze e delle reti in nazionale ― India | Cronologia completa delle presenze e delle reti in nazionale ― India | Cronologia completa delle presenze e delle reti in nazionale ― India | Cronologia completa delle presenze e delle reti in nazionale ― India | Cronologia completa delle presenze e delle reti in nazionale ― India | Cronologia completa delle presenze e delle reti in nazionale ― India | Cronologia completa delle presenze e delle reti in nazionale ― India |
| Data                                                                 | Città                                                                | In casa                                                              | Risultato                                                            | Ospiti                                                               | Competizione                                                         | Reti                                                                 | Note                                                                 |
| -------------------------------------------------------------------- | -------------------------------------------------------------------- | -------------------------------------------------------------------- | -------------------------------------------------------------------- | -------------------------------------------------------------------- | -------------------------------------------------------------------- | -------------------------------------------------------------------- | -------------------------------------------------------------------- |
| 21-3-2011                                                            | Kuala Lumpur                                                         | India                                                                | 3 – 0                                                                | Taipei cinese                                                        | AFC Challenge Cup 2011 - 1º turno                                    | -                                                                    | 87’                                                                  |
| 23-3-2011                                                            | Kuala Lumpur                                                         | Pakistan                                                             | 1 – 3                                                                | India                                                                | AFC Challenge Cup 2011 - 1º turno                                    | -                                                                    | 66’                                                                  |
| 25-3-2011                                                            | Kuala Lumpur                                                         | Turkmenistan                                                         | 1 – 1                                                                | India                                                                | AFC Challenge Cup 2011 - 1º turno                                    | -                                                                    | 62’                                                                  |
| Totale                                                               |                                                                      | Presenze                                                             | 3                                                                    |                                                                      | Reti                                                                 | 0                                                                    |                                                                      |

## Palmarès

### Competizioni nazionali
- I-League: 1

Mohun Bagan:2019-2020